# Wojny seminolskie
Wojny seminolskie zwane też wojnami florydzkimi – seria trzech konfliktów na Florydzie pomiędzy grupą powstałą z połączenia różnych plemion indiańskich, jak również zbiegłych czarnoskórych niewolników, zwanych Seminolami, a Stanami Zjednoczonymi.

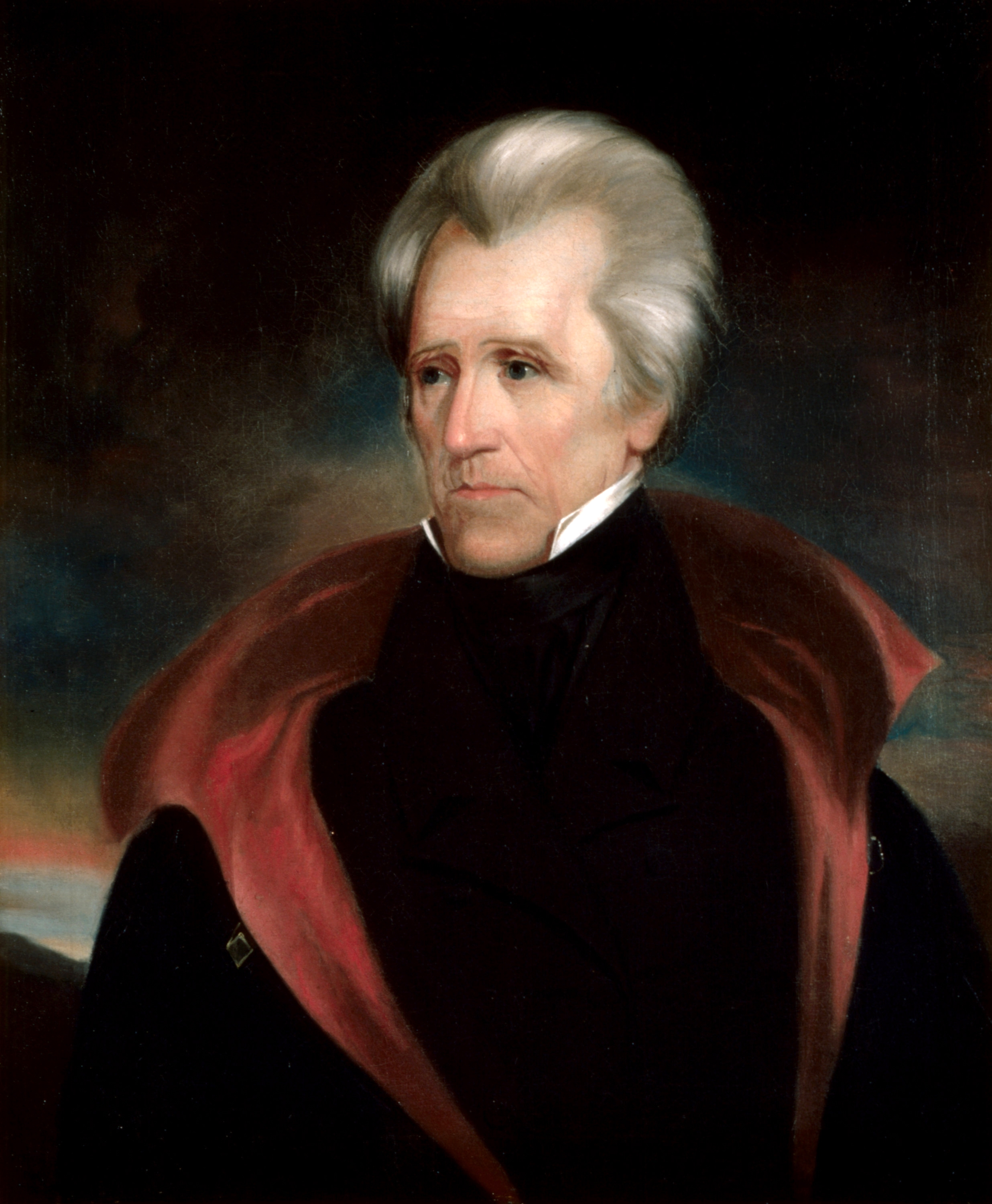
Andrew Jackson, dowodził wojskami USA podczas drugiej wojny

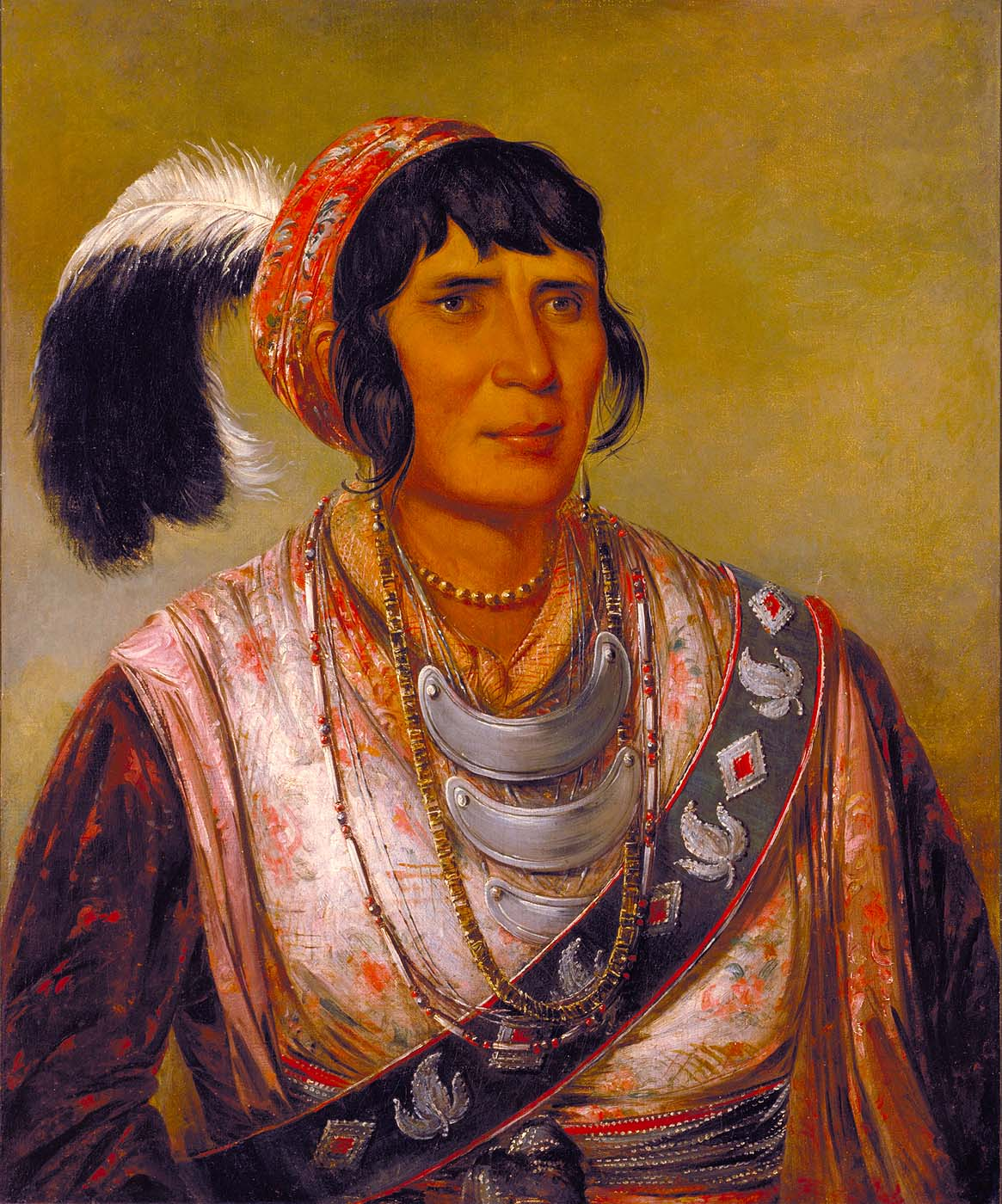
Osceola, wódz Seminolów